# جون ديفيد مالوني
جون ديفيد مالوني هو محامي وسياسي كندي، ولد في 5 يناير 1945 في أونتاريو في كندا. حزبياً، نشط في الحزب الليبرالي الكندي. وقد انتخب عضو مجلس العموم الكندي.